# Багдасаров, Валерьян Иванович
Валерьян (Валерий) Иванович Багдасаров (род. 28 марта 1957 года) — советский регбист и российский регбийный тренер, наставник женской команды клуба «Красный Яр». Известен по работе с женской сборной России по регби. Старший тренер СДЮСШОР «Красный Яр». Мастер спорта СССР, заслуженный тренер России (2015).

## Биография
Срочную службу проходил в воздушно-десантных войсках, где и начал играть в регби. По собственным словам, 24 июня 1978 года приехал в Красноярск, где начал выступать за местный клуб «Политехник»: его туда пригласили игравшие за тот клуб Анатолий Ивашкин и Леонид Сабинин. Выступал на позиции правого крайнего трёхчетвертного (номер 14). Окончил Красноярский государственный педагогический университет. Тренерскую карьеру Багдасаров начал в июне 1987 года как тренер-преподаватель в ДЮСШ по регби профкома треста «Красноярсэкскаваторстрой», хотя ещё в возрасте 21 года начал работать как тренер с детьми 1968 года рождения.
С 1992 года работал в СДЮШОР по регби в Крайспорткомитете. Выезжал с клубом «Сибтяжмаш» на некоторые матчи чемпионата России 1992 года, работая вместе с её наставником Александром Первухиным в качестве главных тренеров (Первухин только-только завершил карьеру и принял предложение от Багдасарова прийти в команду как тренер). Команда «Сибтяжмаш» находилась в сложном финансовом и организационном положении, и ей помогал финансово и материально принципиальный противник в лице «Красного Яра». В 1995—2001 годах — главный тренер клуба «Красный Яр». Работал с юношеской сборной России 1979, 1980, 1984 и 1986 годов рождения, в 2004 году руководил сборной России 1986 г. р. на чемпионате Европы в дивизионе «A» в Италии, на котором россияне заняли 5-е место из 8 команд впервые в своей истории (россияне проиграли Шотландии 11:16, но обыграли Румынию 9:0 и Грузию 14:3).
В январе 2008 года стал главным тренером читинского клуба «Университет». С 2010 года тренер женской команды «Красный Яр», выиграв с ней в 2015 году чемпионат России по регби-7. В 2011 году тренировал команду Сибирского федерального университета в матче против Оксфордского университета (победа сибирцев 22:20). С осени 2015 года официально возглавил женскую сборную России, с которой работал ещё в 2014 году. В тренерском штабе Багдасарова в сборной работали менеджер Алексей Грамотнев, тренер схватки Максим Амонов, тренер защитников Семён Лаврентьев, доктор Георгий Дронов и тренер Олег Кобзев. Под руководством Багдасарова сборная России четыре раза завоёвывала бронзовые медали женского чемпионата Европы по регби-15 (2014, 2015, 2016, 2019 годы), а в 2021 году завоевала серебряные медали, уступив только Испании, но лишившись права бороться за выход на женский чемпионат мира. 27 августа 2021 года Багдасарова на посту главного тренера женской сборной России сменил Павел Барановский.
Среди воспитанников Валерьяна Ивановича — регбистка ЦСКА и сборных России по регби-15 и регби-7 Снежанна Кулькова, регбистки РК «Красный Яр» и сборных России по регби-15 и регби-7 Екатерина Скоромко, Екатерина Банкерова и Байзат Хамидова, регбисты «Красного Яра» Владимир Негодин, Рашид Бикбов, Юрий Николаев и другие.
В 2009 году выступал в матче легенд красноярского и новокузнецкого регби, приуроченном к 40-летию клуба «Красный Яр».
Со своей супругой познакомился 26 июня 1978 года.

## Награды
- Заслуженный тренер России (28 октября 2015)[16]
- Отличник физической культуры и спорта (декабрь 2003)[3]